# Polyrhachis neptunus
Polyrhachis neptunus är en myrart som beskrevs av Smith 1865. Polyrhachis neptunus ingår i släktet Polyrhachis och familjen myror. Inga underarter finns listade i Catalogue of Life.